# سام اسفندیار
سام اسفندیار، طبق شاهنامه، وی مرزبان شیراز بود. هنگامی که خسروپرویز در آذربادگان بود، شماری از مرزبانان ایران برای یاریش به او پیوستند. از جمله از شیراز، سام اسفندیار و از کرمان، بیورد در آذربادگان با خسروپرویز همراه شدند.
فردوسی در بیت زیر، از سام اسفندیار، چنین یاد کرده‌است:
| ز کرمان چو بیورد گُرد و سوار |  | ز شیراز چون سام اسفندیار |